# روبن داير
روبن داير (22 ديسمبر 1958 - ) (بالإنجليزية: Robin Dyer)‏ هو لاعب كريكت بريطاني.